# Gecarcinus ruricola
Gecarcinus ruricola is een krabbensoort uit de familie Gecarcinidae. De wetenschappelijke naam werd gepubliceerd in 1758 door Carl Linnaeus in de tiende editie van Systema naturae.